# NGC 6915
NGC 6915 је спирална галаксија у сазвежђу Орао која се налази на NGC листи објеката дубоког неба.
Деклинација објекта је - 3° 4' 36" а ректасцензија 20h 27m 46,0s. Привидна величина (магнитуда) објекта NGC 6915 износи 12,3 а фотографска магнитуда 13,1. NGC 6915 је још познат и под ознакама IRAS 20251-0314, PGC 64729.